# Episodi di Casualty (ventottesima stagione)
La ventottesima stagione della serie televisiva Casualty è stata trasmessa in anteprima nel Regno Unito da BBC One tra il 3 agosto 2013 e il 14 dicembre 2013.
| nº | Titolo originale                   | Titolo italiano | Prima TV UK       | Prima TV Italia |
| -- | ---------------------------------- | --------------- | ----------------- | --------------- |
| 1  | Bedside Manners                    |                 | 3 agosto 2013     |                 |
| 2  | Once There Was a Way Home (Part 1) |                 | 10 agosto 2013    |                 |
| 3  | Once There Was a Way Home (Part 2) |                 | 17 agosto 2013    |                 |
| 4  | What You Believe                   |                 | 24 agosto 2013    |                 |
| 5  | Waiting for a Star to Fall         |                 | 31 agosto 2013    |                 |
| 6  | Scars                              |                 | 14 settembre 2013 |                 |
| 7  | Gloves Off                         |                 | 21 settembre 2013 |                 |
| 8  | The Longest Day                    |                 | 28 settembre 2013 |                 |
| 9  | Love Hurts                         |                 | 5 ottobre 2013    |                 |
| 10 | The Memory of Water                |                 | 12 ottobre 2013   |                 |
| 11 | Crush Syndrome                     |                 | 19 ottobre 2013   |                 |
| 12 | Three's a Crowd                    |                 | 26 ottobre 2013   |                 |
| 13 | Badge of Honour                    |                 | 2 novembre 2013   |                 |
| 14 | Rock and a Hard Place              |                 | 16 novembre 2013  |                 |
| 15 | Between the Cracks                 |                 | 23 novembre 2013  |                 |
| 16 | There's No Place Like Home         |                 | 30 novembre 2013  |                 |
| 17 | What a Wonderful Life              |                 | 7 dicembre 2013   |                 |
| 18 | Away in a Manger                   |                 | 14 dicembre 2013  |                 |
| 19 | For Auld Lang Syne                 |                 | 4 gennaio 2014    |                 |
| 20 | Bad Timing                         |                 | 11 gennaio 2014   |                 |
| 21 | Brothers at Arms                   |                 | 18 gennaio 2014   |                 |
| 22 | Keeping Schtum                     |                 | 25 gennaio 2014   |                 |
| 23 | Blood Is Thicker Than Water        |                 | 1º febbraio 2014  |                 |
| 24 | Once in a Lifetime                 |                 | 8 febbraio 2014   |                 |
| 25 | Valentines Day Mascara             |                 | 15 febbraio 2014  |                 |
| 26 | The Great Pretender                |                 | 22 febbraio 2014  |                 |
| 27 | The Last Chance Saloon             |                 | 1º marzo 2014     |                 |
| 28 | Survivor's Guilt                   |                 | 8 marzo 2014      |                 |
| 29 | Gravity                            |                 | 15 marzo 2014     |                 |
| 30 | The Lies We Tell                   |                 | 22 marzo 2014     |                 |
| 31 | Valves to Vagrants                 |                 | 29 marzo 2014     |                 |
| 32 | The Quiet Man                      |                 | 5 aprile 2014     |                 |
| 33 | Only the Lonely                    |                 | 12 aprile 2014    |                 |
| 34 | When Nothing Else Matters          |                 | 19 aprile 2014    |                 |
| 35 | Carrot Not Stick                   |                 | 26 aprile 2014    |                 |
| 36 | Who Cares?                         |                 | 3 maggio 2014     |                 |
| 37 | Games for Boys                     |                 | 17 maggio 2014    |                 |
| 38 | The Family Way                     |                 | 24 maggio 2014    |                 |
| 39 | To Yourself Be True                |                 | 31 maggio 2014    |                 |
| 40 | The Dying Game                     |                 | 7 giugno 2014     |                 |
| 41 | Unhinged                           |                 | 14 giugno 2014    |                 |
| 42 | Falling (Part 1)                   |                 | 22 giugno 2014    |                 |
| 43 | Falling (Part 2)                   |                 | 29 giugno 2014    |                 |
| 44 | In the Name of Love                |                 | 6 luglio 2014     |                 |
| 45 | First Impressions                  |                 | 12 luglio 2014    |                 |
| 46 | The Love You Take                  |                 | 9 agosto 2014     |                 |
| 47 | The Sicilian Defence               |                 | 16 agosto 2014    |                 |
| 48 | A Life Less Lived                  |                 | 23 agosto 2014    |                 |
| 49 | The Spirit of Christmas            |                 | 14 dicembre 2013  |                 |